# Domein Vlaanderenland
Het Domein Vlaanderenland (ook: Rood Kasteeltje of Kasteel van Heiste) is een buitengoed in de tot de Oost-Vlaamse gemeente Deinze behorende plaats Merendree, gelegen aan Broekstraat 13-14.
Het omgrachte domein werd al weergegeven op een kaart van 1749. In de 19e eeuw was het een buitengoed van de Gentse architect Louis Minard. Hij liet in 1860 aan de straat een neogotisch kapelletje bouwen dat aan Onze-Lieve-Vrouw werd gewijd.
Het is een huis onder geknikt zadeldak met boven de ingang een rank klokkentorentje. Aan de linkerkant is een veranda aangebouwd. Het interieur kent enkele 19e-eeuwse schouwen, een salon en een eetkamer.
Op het domein vindt men een tweetal bijgebouwen, waaronder een wagenhuis.